# Tonio Kröger (elbeszélés)
Tonio Kröger Thomas Mann elbeszélése, amelynek címszereplője a művészet és a polgárvilág között áthidalhatatlan ellentétet lát. 1903-ban jelent meg.
Magyarul először "Kröger Tonio" címen jelent meg a mű, az Athenaeum Kiadó "Modern Könyvtár" című sorozatában, Földi Mihály fordításában, 1913-ban. A mű legközelebb a Nyíl című regényújság 1934. június 14-i számában jelent meg Gergely Janka fordításában, majd Lányi Viktor fordításában 1937-ben.

## Tartalom
|  | Alább a cselekmény részletei következnek! |

### Első fejezet
Tonio a gabonakereskedő Kröger konzul, és szép, délvidéki feleségének fia. Tőle örökölte sötét szemeit és déliesen éles vonalú arcát. Anyja bátyjától, Antonio bácsikájától származik az idegen keresztneve. Tonio Kröger egy öreg, tornyos városban él az Északi tenger partján.
A tizennégy évesnek imponál a szőke, kékszemű Hans Hansen, egy friss, egyszerű fiú, aki feltűnően csinos. Őt szereti Tonio, az ő barátságáért és vonzalmáért verseng. Pedig Hans Hansen minden ízében Tonio Kröger ellentéte, nem csak a megjelenésében, hanem a jellemében is. Lombfűrésszel dolgozik, evez, vitorlázik, úszik, és lovaglóórákat vesz. Tonio ezzel szemben szabadidejében magányosan fekszik a parton, és a tenger titokzatosan változó felszínét nézi. Hegedül, meghatódik Schiller Don Carlos-ának egyik fejezetétől, és van egy füzete saját verseivel. A tanítás alatt elkalandoznak a gondolatai, felismeri a tanárok személyes gyengéit, és azok rossz szokásai visszataszítják. A „legnyavalyásabb bizonyítványokat” viszi haza, ami apját nagyon felbőszíti. A többi diák között Tonio idegennek érzi magát, a tanárok titokban elutasítják. Hans Hansen azonban egy bizonyos fölényességet fedez fel Tonioban, mégpedig azt a képességét, hogy a bonyolult dolgokat szavakba tudja önteni.
Tonio egy kicsit irigyli Hans Hansent egyszerűsége miatt, ami oly sok szimpátiát szereznek közös világukban. Hans Hansen elviseli a barátságáért folytatott versengését, többet nem ér el Tonio. Idegenek maradnak egymás számára és Tonio szenved.

### Második fejezet
Tánctanárként személyesen François Knaak balettmester érkezik Hamburgból Tonio Kröger kicsiny szülővárosába. A táncórát sorjában magánházaknál tartják, kizárólag az első családok tagjainak. Tonio Kröger is részt vehet rajta. Elámul azon, hogy ez az affektáló, önimádó François Knaak „akinek selymes fekete szalonkabátja oly csodálatosan simul telt csípőjére”, hogyan éri el a hatását. Utasításai során előszeretettel beszél franciául, „És nem lehet leírni, micsoda graciozitással ejtette ki az orrhangokat”.
A tizenhat éves Tonio beleszeretett a szőke, kékszemű Inge Holmba. A táncórán azonban nem meri megszólítani, és a vidám, gondtalan Inge átnéz rajta.
Tonio lelki rokona Magdalena Vermehren, aki a táncórán gyakran elesik. Nagy, sötét szemeivel gyakran pillant a távolból, lehajtott fejjel Toniora. Érdeklődik a versei iránt, és már kétszer megkérte, mutassa meg neki azokat. A hölgyválasznál odamegy hozzá. 
„De mit érdekelte ez őt? Ő Inge Holmot szerette, a szőke, vidám Ingét, aki biztosan megvetette őt azért, amiért költői dolgokat írt.” És Tonio szerelmébe „egy irigy vágy, egy fanyar, szorongató fájdalom” vegyült, „hogy ő kirekeszti, és számára örökké idegen marad”.

### Harmadik fejezet
Az apa meghal, az anya hozzámegy egy művészhez, akinek olasz neve van, és követi azt idegenbe. Tonio elhagyja zegzugos szülővárosát, és Münchenbe költözik, telve belső gúnnyal anyja közhelyessége miatt. Elméje élesedik, kezdi átlátni a világot. „Amit azonban látott, ez volt: komikum és nyomorúság – komikum és nyomorúság.”
„De mivel szíve halott volt és szeretet nélkül való, a hús kalandjaiba bonyolódott, mélyen lesüllyedt a kéj, a forró bűn örvényébe, és mondhatatlanul szenvedett emiatt. […] Így csak azt érte el, hogy rikító ellentétek sodrában, fagyos szellemiség és emésztő érzéki tűz közt talajtalanul ide-oda hányódva, a lelkiismeret gyötrelmétől lankadt életet élt, elvetemült, kicsapongó és rendetlen életet, amelytől ő, Tonio Kröger, a lelke mélyén undorodott..”
Ebben az időben érik a művészi lénye, szokatlan művek születnek, és neve az irodalmi nyilvánosságban a kiválóságot jelentő fogalommá válik. Alkotóként most már elfogadja önmagát, élő emberként azonban semmire nem tartja. A fejezet Tonio Kröger megállapításával zárul, hogy „és meg kell halni ahhoz, hogy valaki egészen az alkotók sorába jusson.”

### Negyedik fejezet
„És mi a művész?” Tonio Kröger, időközben harmincon túl és híresen, meglátogatta barátját, a festőművész Lisawete Ivanovnát műtermében, és beszélgetésük során ezt a kérdést igyekszik megválaszolni. Számára önmaga megtalálása a cél. 
Tonio Kröger, a művész tudja, hogy csak a művészi alkotáshoz való érzék nem elég. Csak a kiszámított, „hideg extázisban” kidolgozott mű képes érzéseket kiváltani a szemlélőből. „Minden valódi és őszinte művész kineveti a naivitást”, bár vezetnék a művészt az alkotás során saját érzelmei, és nem a hatás hideg kiszámítása.
A hideg és az egyedüllét különíti el a művészeket az emberiségtől, a tökéletes művésznek elszegényedett embernek kell lennie. Az emberit kell ábrázolnia anélkül, hogy részt venne az emberi dolgokban. Az élet, a maga csábító közhelyességével „örök ellentétben” áll a szellemmel és a művészettel. Ez Tonio Kröger világnézete.[1]
És Tonio Kröger – Lisaveta Ivanovnának megvallja – mégis szereti az életet! Belátja, hogy vonzódik az ártatlansághoz, egyszerűséghez és élőhöz, felismeri „titkos és emésztő vágyát a közönségesség élvezete iránt.”
1. Megfelel Schopenhauer „a szellemi arisztokráciáról“ tett kijelentéseinek.

### Ötödik fejezet
Tonio Kröger elköszön Lisaveta Ivanovnától. El akarna utazni, hogy kiszellőztesse magát. Északi régiók vonzzák, Dánia. Ez idő tájt Münchenben él. Tengeri levegőre és skandináv konyhára vágyik, ami állítólag nagyon hasonlít a hazájabelihez. Állítólag a nevek is ugyanúgy hangzanak, mint otthon. Például „hogy hangzik Ingeborg: a makulátlan költészet hárfazengése”. És a mély, tiszta és humorisztikus könyveket, amiket ott írtak, származási országukban akarná elolvasni.
Lisaveta Ivanovna átlát rajta. Kérdésére bevallja, hogy szülővárosa is szerepel az útvonalán. „Igen, érinteni fogom a kiindulópontomat, Lizaveta, most, tizenhárom év múltán, ami meglehetősen balul üthet ki”. A lány nevetett. „Erre voltam csak kíváncsi, Tonio Kröger”.

### Hatodik fejezet
Megérkezett a keskeny ormokkal, és hegyes tornyokkal ékesített szülővárosába. Mint a „Buddenbrook-ház” esetében, Lübecket nem nevezi meg. Valaki vajon felismeri? Nem, már senki nem ismerte. A városlátogatás során elhalad Inge Holm háza előtt. A Lindenplatz-on eltűnődve megáll a kis villa előtt, ahol Hans Hansen lakott. Amikor belép egykori szülői házába, csodálkozva veszi észre, hogy itt egy népkönyvtárat alakítottak ki. „Népkönyvtár? Gondolta Tonio Kröger, mivel úgy találta, hogy itt sem a népnek sem az irodalomnak nem volt keresni valója.”
A hotel recepcióján Tonio Kröger távolságtartó magatartása kíváncsiságot ébresztett. Amikor el akar utazni, érdekes eset történik. Egy rendőrnek kell színt vallania. Egy körözött szélhámosnak és csalónak tartják, aki Münchenből Koppenhágába menekül. De ő nem hord magával útlevelet! Pénztárcájában csak néhány bankjegy és egy novella korrektúranyomata hever, amit éppen nyomtatnak. „Látják, kérem! – mondta. – Itt a nevem. Ezt én írtam, és most közölni fogják. Tetszik érteni...” És valóban elfogadják ezt a fajta igazolást, és Tonio Kröger továbbutazhat.

### Hetedik fejezet
Tonio Kröger hajóval Koppenhágába utazik. „A Északi tenger!” Gyermekkora tengerét éli át. Az éjszakát a fedélzeten tölti. Eleinte még az erősen mozgó tengert nézi. Aztán elszundít. „amikor a hideg tajték az arcába fröcskölt, félálomban úgy érezte, minthogyha cirógatnák.” Koppenhágában különös hangulat lett úrrá rajta: „És úton-útfélen, ahogy lassított, tűnődő lélegzetvételekkel belehelte a nedves tengeri levegőt, szemeket látott, amelyek oly kékek, hajakat, melyek oly szőkék, arcokat, melyek ugyanolyan jellegűek és alkatúak voltak, aminőket különös, fájdalmas és bűnbánó álmában látott azon az éjszakán, amelyet szülővárosában töltött.” Továbbutazik, megérzésére hagyatkozva, és a tengerhez jut. Aalsgaardban egy kis fürdőhotelben foglal szobát magának.

### Nyolcadik fejezet
A csendes hoteléletet megszakítja egy csapat kiránduló érkezése egy napon. Volt közöttük egy pár, akiről Tonio Krögernek spontán Hans Hansen és Ingeborg Holm jut az eszébe. Kéz a kézben járnak.
Este megismétlődnek Tonio Kröger táncórai élményei, megváltozott előjellel: A kirándulók számára bált rendeznek. A bált egy öntelt rendező vezeti, „franciául vezényelt az istenadta, és rendkívüli választékossággal ejtette ki az orrhangokat”. – Tonio Kröger a sötét teraszon áll, és figyeli a „fényben táncolókat”, „szívét egyszerre megrázta a honvágy; és fájdalmában önkéntelenül visszahúzódott a sötétbe, hogy ne lássa senki arca vonaglását”.
Lehetett volna olyan mint Hans Hansen, gondolja Tonio Kröger, „-a megismerés átkától és a teremtés kínjától mentesen élni, érezni, létezni boldog közönségességben. Újrakezdeni? De hát nem érne semmit. Ugyanúgy lenne megint minden – minden úgy történne ismét, ahogy történt. Mert vannak, akik szükségszerűen tévútra jutnak, mivel számukra egyáltalán nincs is igaz ösvény.”
„Igen, úgy van most is, mint akkor volt, és Tonio Kröger boldog, úgy, mint akkor, mert a szíve él. De mi volt lelkében az egész idő alatt, míg az lett belőle, ami most? Dermedtség; sivárság; jég; és szellem! És művészet!”

### Kilencedik fejezet
A zárófejezet egy Lisaveta Ivanovnának írt levélből áll, amiben Tonio Kröger közli vele a befelé fordulásának, önkeresésének az eredményét.
A polgárok szerinte ostobák. „Ti, szépségimádók viszont, akik engem flegmatikusnak és vágytalannak szidtok, gondoljátok meg, hogy van egy mély, eredendő és végzettől rendelt művészsors, hogy aki ennek részese, az semmit sem tart oly édesnek és kívánatosnak, mint a közönségesség gyönyörét”.
Művészként nagy pályafutást sejt, még nagyobb hírnevet sejt. „Amit eddig csináltam, az mind semmi, nem sok, annyi, mint semmi. Fogok jobbat alkotni, Lizaveta – megígérem”. Ha behunyja szemét, emberi alakok árnyékának nyüzsgését látja, akik azért intenek neki, hogy vegye őket bele a művébe, „varázsoljam el és váltsam meg őket”. Nagyon vonzódik hozzájuk. De – a legmélyebb és legtitkosabb szerelme a szőkének és kékszeműnek szól, a világos élőknek, a boldogoknak, szeretetreméltóknak és közönségeseknek. „Ne becsmérelje ezt a szerelmet, Lizaveta. Jó ez és termékeny. Vágyódás van benne, mélabús irigység, kis megvetés és tiszta, szeplőtlen boldogság.”

## Magyarul
- Kröger Tonio; ford. Földi Mihály; Athenaeum, Bp., 1913 (Modern könyvtár)
- Tonio Kröger; ford. Lányi Viktor / Úr és kutya; ford. Sárközi György; Béta, Bp., 1943 (Thomas Mann kisregényei és novellái)